# Шпильки (Демидовичский сельсовет)
Шпи́льки (бел. Шпі́лькі) — деревня в составе Демидовичского сельсовета Дзержинского района Минской области Беларуси. Деревня расположена в 29 километрах от Дзержинска, 45 километрах от Минска и 12 километрах от железнодорожной станции Фаниполь.

## История
Известна с начала XVII века, как деревня в составе имения Койданово Минского повета Великого княжества Литовского, владение Радзивиллов. После второго раздела Речи Посполитой, в 1793 году — в составе Российской империи. В 1800 году — 7 дворов, 30 жителей. В середине XIX века деревня принадлежала помещице И. Нелюбович, в 1858 году насчитывалось 26 ревизских душ (мужчин). Во 2-й половине XIX века — начале XX века деревня в составе Койдановской волости Минской губернии, также входила в состав Каверлянской сельской общины. В 1897 году в деревне Шпильки, по данным переписи проживали 98 жителей, насчитывалось 15 дворов. В 1917 году количество жителей увеличилось до 151-го, количество дворов было уже равно 23-м.
С 20 августа 1924 года деревня в составе Байдакского сельсовета (с 29 октября 1924 по 21 августа 1925 года назывался Ледниковским) Койдановского района Минского округа, с 23 марта 1932 года в составе Сталинского сельсовета (до 14 мая 1936 года — польском национальном с/с), с 29 июня 1932 года Койдановский район стал именоваться Дзержинским. 31 июля 1937 года Дзержинский польский национальный район был упразднён, территория сельсовета передана в состав Заславского района. С 20 февраля 1938 года деревня в составе Минской области, с 4 февраля 1939 года в составе восстановленного Дзержинского района. В 1926 году в деревне Шпильки насчитывается 26 дворов, проживают 139 жителей. В годы коллективизации был организован колхоз.
В годы Великой Отечественной войны была оккупирована немецко-фашистскими захватчиками, с 28 июня 1941 по 6 июля 1944 года, на фронтах войны погибли 12 жителей деревни. С 8 апреля 1957 года находится в составе Демидовичского сельсовета. В 1991 году насчитывается 15 хозяйств, 20 жителей. По состоянию на 2009 год в составе УП «Демидовичи», насчитывается 9 хозяйств, 15 жителей.

## Население
| Численность населения (по годам) | Численность населения (по годам) | Численность населения (по годам) | Численность населения (по годам) | Численность населения (по годам) | Численность населения (по годам) | Численность населения (по годам) | Численность населения (по годам) | Численность населения (по годам) |
| 1800                             | 1897                             | 1909                             | 1917                             | 1926                             | 1991                             | 1999                             | 2004                             | 2009                             |
| -------------------------------- | -------------------------------- | -------------------------------- | -------------------------------- | -------------------------------- | -------------------------------- | -------------------------------- | -------------------------------- | -------------------------------- |
| 30                               | ↗98                              | ↗99                              | ↗151                             | ↘139                             | ↘20                              | ↘11                              | ↗16                              | ↘15                              |
| 2017                             | 2018                             | 2020                             | 2022                             |                                  |                                  |                                  |                                  |                                  |
| ↗22                              | ↘21                              | ↗28                              | ↗46                              |                                  |                                  |                                  |                                  |                                  |

## Улицы
В настоящее время (на начало 2020 года) в деревне Шпильки насчитывается семь улиц:
- Центральная улица (бел. Цэнтральная вуліца);
- Садовая улица (бел. Садовая вуліца);
- Полевая улица (бел. Палявая вуліца);
- Новая улица (бел. Новая вуліца);
- Речная улица (бел. Рачная вуліца);
- Озёрная улица (бел. Азёрная вуліца);
- Дружная улица (бел. Дружная вуліца).

## Известные уроженцы
- Антон Иосифович Гурин — советский командир боевых кораблей и военачальник, Герой Советского Союза (1945), контр-адмирал (1951)[6][7].